# 筑波地区支線型バス
筑波地区支線型バス（つくばちくしせんがたバス）は、茨城県つくば市が運行するコミュニティバスである。愛称は「つくばね号」。運行は新栄タクシーへ委託している。

## 概要

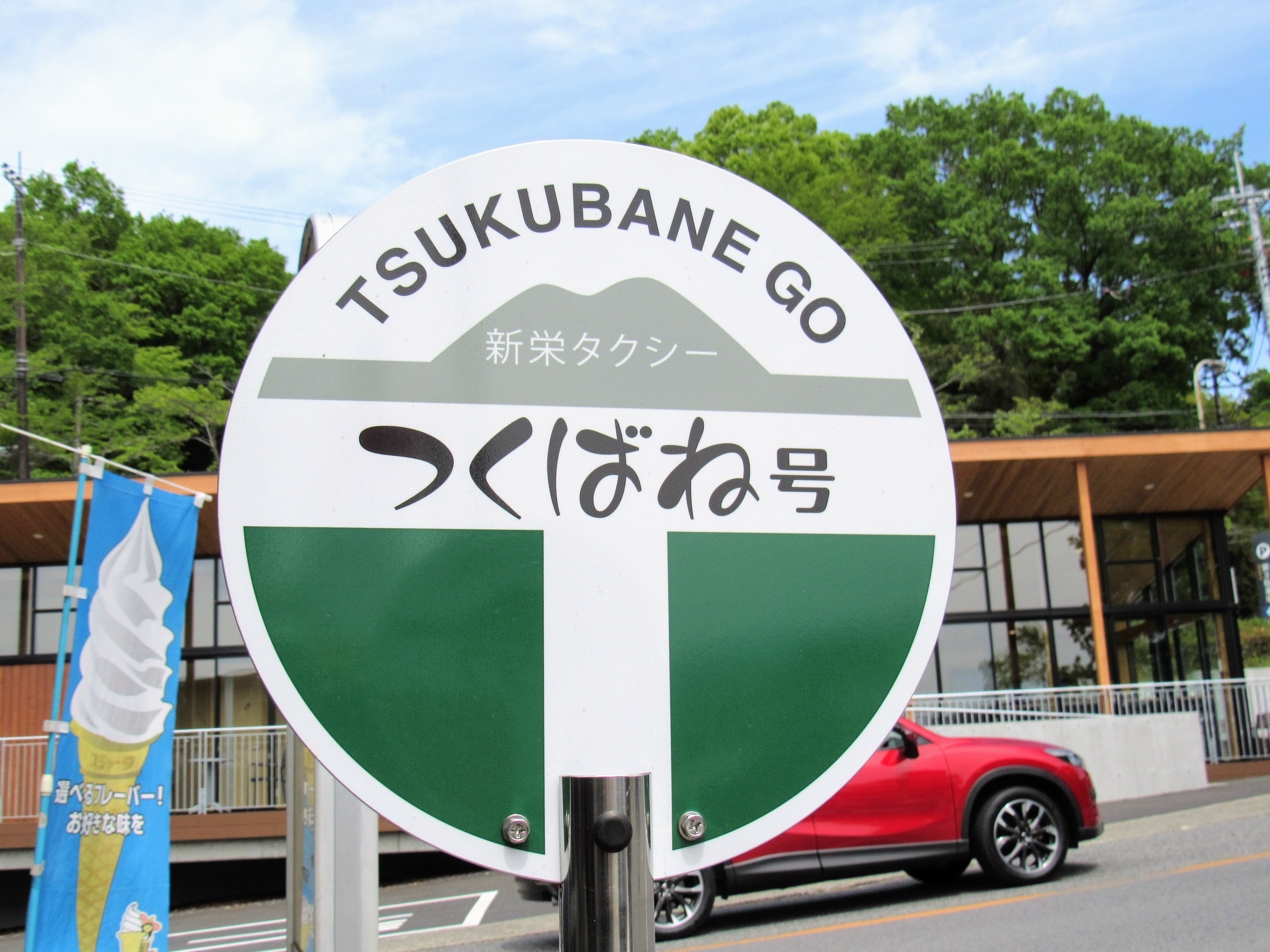
バス停

2019年（令和元年）4月1日より実証実験運行を開始。実証実験期間は2022年（令和4年）3月までの3年間を予定するとし、主に既存路線バスの路線網から漏れた地域を運行している。実証実験時は4コースあったがそのうち3コースはつくばね号への移行前に廃止となり、現在に至る。
バス停には同じつくば市のつくバス、つくタクと共通のデザインが採用されている。

## 路線

### 全停留所
| 停留所名                   | 接続路線                                                                 |
| -------------------------- | ------------------------------------------------------------------------ |
| 筑波中央病院               |                                                                          |
| 筑波交流センター           | つくバス北部シャトル・小田シャトル                                       |
| カスミ筑波店               |                                                                          |
| 北条                       | 関東鉄道 土浦駅・筑波山口、下妻駅方面 つくバス小田シャトル               |
| 北条仲町                   | 関東鉄道 土浦駅・筑波山口、下妻駅方面 つくバス小田シャトル               |
| 旧北条駅入口               | 関東鉄道 土浦駅・筑波山口、下妻駅方面                                    |
| 北条新町                   | 関東鉄道 土浦駅・筑波山口、下妻駅方面                                    |
| 北条大池・運動公園入口     |                                                                          |
| 市民研修センター           |                                                                          |
| 山口                       |                                                                          |
| 平沢東                     |                                                                          |
| 平沢中央                   |                                                                          |
| 平沢官衙西入口             |                                                                          |
| 北条横町北                 |                                                                          |
| 田井郵便局                 |                                                                          |
| 神郡南                     |                                                                          |
| 神郡                       |                                                                          |
| 神郡東                     |                                                                          |
| 館                         |                                                                          |
| 六所                       |                                                                          |
| 立野東                     |                                                                          |
| 立野西                     |                                                                          |
| 臼井中央                   |                                                                          |
| 臼井                       |                                                                          |
| 飯名神社入口               |                                                                          |
| 沼田東                     |                                                                          |
| 沼田中坪                   |                                                                          |
| 筑波山口                   | 関東鉄道 土浦駅−筑波山口線・つくバス北部シャトル・桜川市バス・筑西市バス |
| 沼田上坪                   |                                                                          |
| 二十三夜前                 |                                                                          |
| 筑波山神社入口             | 筑波山シャトル                                                           |
| 筑波山郵便局入口           |                                                                          |
| 東山入口                   |                                                                          |
| 筑波ふれあいの里(つくば湯) |                                                                          |

- 毎日運行。ただし筑波山観光の繁忙期は筑波山口−筑波ふれあいの里は運休となる。
- フリー乗降区間の設定はなく、バス停以外での乗降車はできない。

## 運賃
- 運賃は200円均一[3]
- 運賃は前払い。

## 割引
以下の割引がある。
- 高齢者割引 − 65歳以上のつくば市民は割引
- 障害者割引
- 小人割引 − 小学生以下は割引
- 出産支援割引 − つくば市民で妊婦及び3歳未満の子供がいる母親は割引

以上は半額となる。
- 乗継割引 − 平日8:00から16:59につくバス、つくタク、関東鉄道グループ一般路線バスと乗り継ぐ場合、乗り継ぐ先の運賃の上限が200円となる。

## 車両
- 実証実験開始時に専用車両として、オリジナルカラーのワゴン車が用意された。
- 車内には車椅子を固定するスペースがないため、車椅子に乗ったままでの乗車はできない。

## 歴史
- 2019年4月1日：筑波地区支線型バスの実証実験を開始(全4コース)[1]
  - 1コース：寺具−安食−筑波交流センター
  - 2コース：寺具−洞下−筑波交流センター
  - 3コース：筑波ふれあいの里−筑波山口−筑波交流センター
  - 4コース：上大島−筑波山口−筑波交流センター
- 2022年3月31日：全4コースのうち1,2,4コースを廃止[1]
- 2022年10月1日：残った1コースで本格運行へ移行。つくばね号となる[3]。